# Андреа Ролла
Андреа Ролла (італ. Andrea Rolla; нар. 4 грудня 1989) — італійський плавець.
Учасник Олімпійських Ігор 2012 року.
Чемпіон Європи з плавання на короткій воді 2011 року.